# شاه‌قدم
برای کاروانسرایی به این نام به کاروانسرای شاه‌قدم و شهری به این نام به ترکمن‌باشی رجوع کنید.
شاه قدم، روستایی از توابع بخش مرکزی شهرستان قزوین در استان قزوین ایران است.

## جمعیت
این روستا در دهستان اقبال غربی قرار دارد و براساس سرشماری مرکز آمار ایران در سال ۱۳۸۵، جمعیت آن ۱۱ نفر (۴خانوار) بوده است.